# گیوم لووارله
گیوم لووارله (فرانسوی: Guillaume Levarlet‎؛ زادهٔ ۲۵ ژوئیهٔ ۱۹۸۵) دوچرخه‌سوار اهل فرانسه است.
از باشگاه‌هایی که در آن رکاب زده‌است می‌توان به سن میشل–اوبر۹۳، و تیم دوچرخه‌سواری اف‌دی‌جی، تیم دوچرخه‌سواری سوجاسون، تیم دوچرخه‌سواری کوفیدیس، سن میشل–اوبر۹۳، و وانتی–گروپ گوبر اشاره کرد.